# ロンコ・アッラーディジェ
ロンコ・アッラーディジェ（伊: Ronco all'Adige）は、イタリア共和国ヴェネト州ヴェローナ県にある、人口約6,000人の基礎自治体（コムーネ）。

## 地理

### 位置・広がり

#### 隣接コムーネ
隣接するコムーネは以下の通り。
- アルバレード・ダーディジェ
- ベルフィオーレ
- イーゾラ・リッツァ
- オッペアーノ
- パルー
- ロヴェルキアーラ
- ゼーヴィオ

### 気候分類・地震分類
気候分類では、zona E, 2335 GGに分類される。
また、イタリアの地震リスク階級 (it) では、zona 3 (sismicità bassa) に分類される。

## 行政

### 分離集落
ロンコ・アッラーディジェには、以下の分離集落（フラツィオーネ）がある。
- Albaro, Scardevara, Tombazosana